# San Martín (Segovia)
San Martín es una localidad perteneciente al municipio de San Martín y Mudrián, en la provincia de Segovia, comunidad autónoma de Castilla y León, España. En 2023 contaba con 24 habitantes.
En su término local se ubica el despoblado de origen medieval de Garci Sancho.

## Geografía
A 19 km de Cuéllar y 34 de Segovia capital, la localidad está situada entre pinares en una zona de humedales y varias lagunas que acostumbran a secar en verano, a pocos metros es bordeada por el río Malucas.
La zona urbanizada está atravesada por la carretera SG-V-3322 que conecta al norte con Pinarejos (a 3,5 km), donde se sitúa la Autovía de Pinares, y al sur con la SG-332 tras atravesar Mudrián (a 1,5 km).

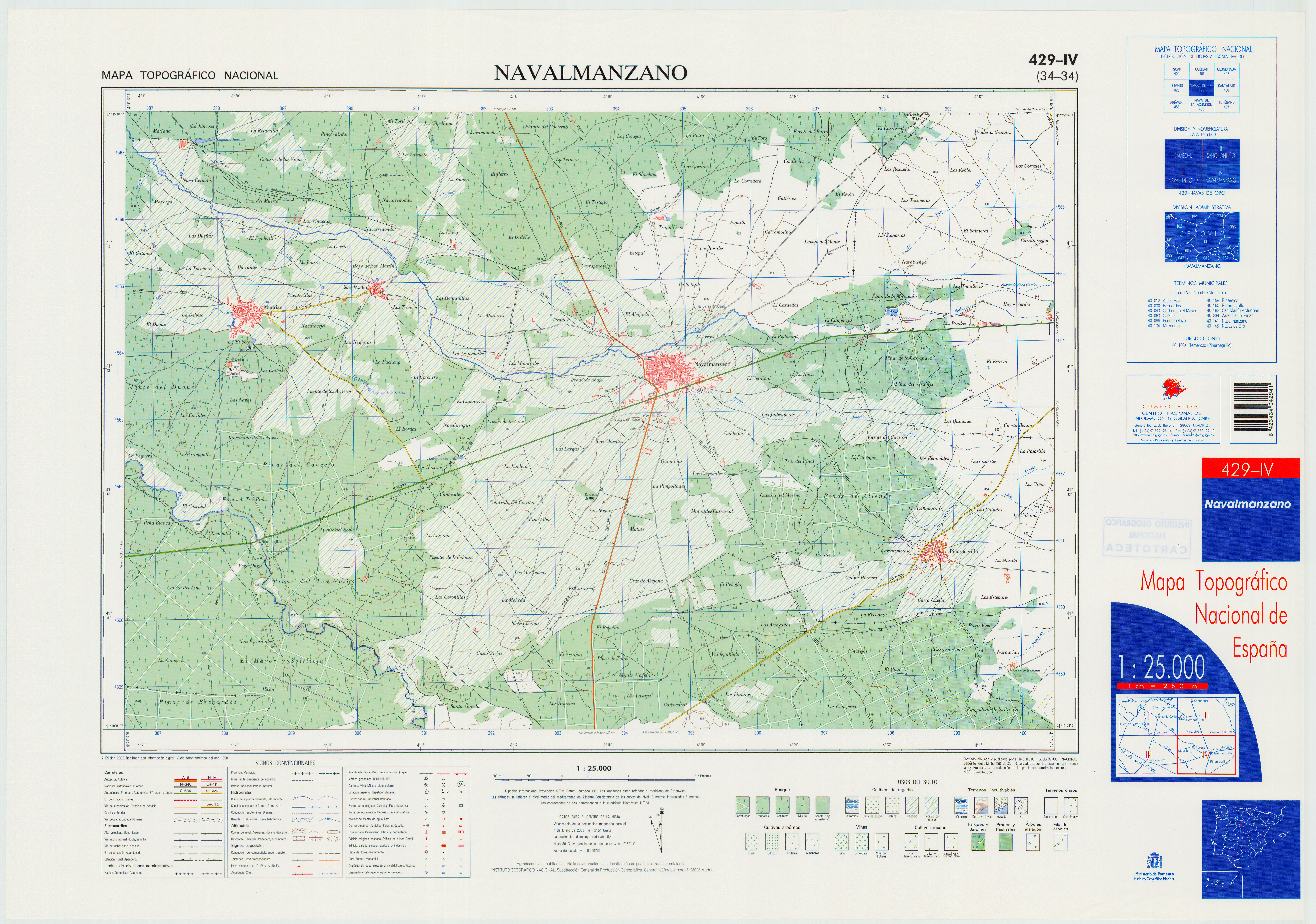
Fragmento de la hoja 429 del Mapa Topográfico Nacional de España de 2002 en el que se representa parte de San Martín

| Noroeste: Mudrián | Norte: Pinarejos             | Noreste: Pinarejos             |
| Oeste: Mudrián    |                              | Este: Pinarejos y Navalmanzano |
| Suroeste: Mudrián | Sur: Mudrián y Pinarnegrillo | Sureste: Navalmanzano          |

## Historia
Fue fundado o repoblado durante la Reconquista a expensas de la Comunidad de Villa y Tierra de Cuéllar, quedando encuadrado desde entonces dentro de su Sexmo de Navalmanzano al que pertenece desde entonces.
Ha formado junto a Mudrián un único concejo desde la noche de los tiempos, con referencias a esta unión desde al menos desde antes del siglo XVI, sabemos también que en el pasado San Martín tenía la cabecera municipal, al contrario que la actualidad.
En 1423 se integró en la Comunidad de San Benito a la vez que se fundaba, quedando unida desde entonces con varios de los pueblos de la zona.
En sus humedales, denominados cañamares, se cultivó durante siglos el cáñamo, para la fabricación de tejidos. A finales del siglo XVIII se instalaron en el entorno escuelas de hilar cáñamo, al amparo de la Real Sociedad Económica de Amigos del País de la provincia de Segovia. Hoy el pueblo vive de la industria, agricultura y ganadería.

## Demografía
| 48            | 45 | 42 | 36 | 25 | 18 | 16 | 17 | 18 | 19 | 34 | 24 |
| (Fuente: INE) |    |    |    |    |    |    |    |    |    |    |    |

## Cultura

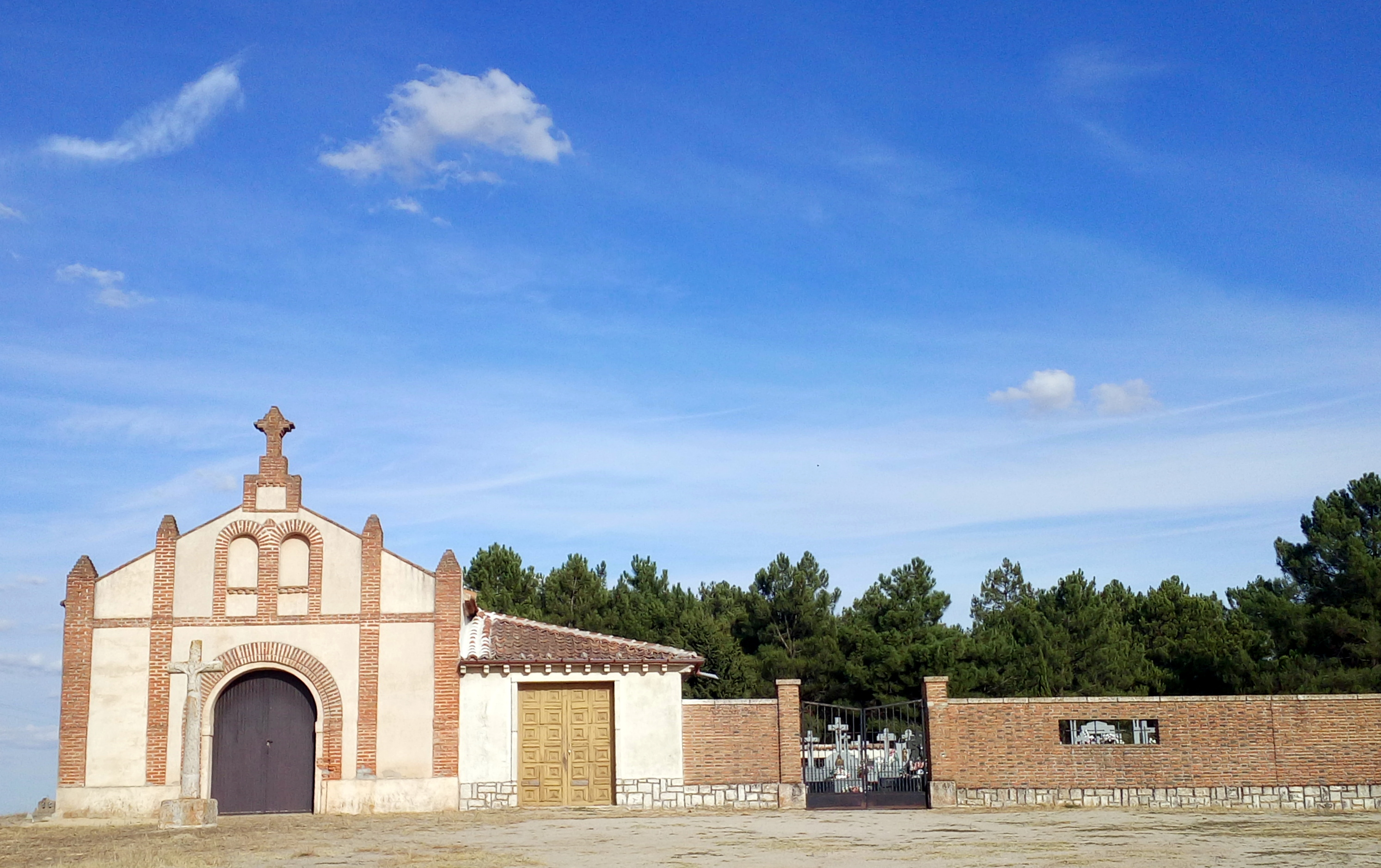
Ermita y cementerio aledaño

### Patrimonio
- Iglesia de San Martin de Tours, del siglo XVIII, combina ladrillo y mampostería en una planta de cruz latina de una sola nave con un crucero cubierto con cúpula y una cabecera plana, a cuyos pies se levanta la espadaña. Construida en un cruce de caminos, la iglesia contiene retablos barrocos, tallas de madera de Santa Águeda y San Ramón No Nato, además de a un lado la imagen de Cristo y a otro la imagen de la Virgen. Conserva la pila bautismal, varias piezas de plata, un cáliz rococó del siglo XVIII, y una custodia de sol hecha en Segovia en torno al año 1800.
- Vía Crucis que se encuentra a la entrada del pueblo.
- Ermita de Santo Cristo de la Esperanza, a medio camino de Mudrián, sita junto al cementerio. Está construida con ladrillo utilizada para también decorar dando forma a una nave rectangular con espadaña, alberga la imagen del Cristo de la Cruz. Abre durante la fiesta de septiembre y el último fin de semana de agosto, destaca el crucero de piedra.
- Antiguos lavaderos, cubiertos y cerrados.
- Laguna Adobera, cuerpo de agua natural situado junto a la iglesia y una antigua fuente.[7][9][10][11]

### Fiestas
- La Sierra Vieja, la primera semana de Cuaresma, en la que los niños van a las casas y calles a pedir a sus vecinos dinero o merienda.
- San Martín, el primer fin de semana de agosto.
- La Cruz, el 14 de septiembre.
- Romería de San Benito de Gallegos, el último domingo de septiembre, fiesta en todos los pueblos de la Comunidad de San Benito.[7][9][10][11]

### Gastronomía
- Destacan los parros o patos de corral asados en horno de leña tras ser criados durante varios meses por los vecinos.[11]